# جرمی
جرمی (به لاتین: Jermë) یک روستا در آلبانی است که در فینیق واقع شده‌است.